# Christoph Rothmann
Christoph Rothmann (Bernburg, 1560 circa – Bernburg, estate 1601) è stato un matematico e astronomo tedesco.

## Biografia

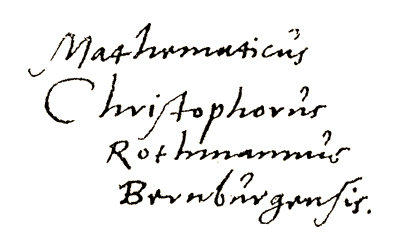
La firma di Rothmann

Poche informazioni sono disponibili sulla vita di Rothmann al di fuori di quelle relative al periodo trascorso a Kassel.
Sebbene non siano sopravvissuti documenti relativi né ai corsi frequentati, né tantomeno al conseguimento della laurea, è attestata la sua immatricolazione presso l’università di Wittenberg nel 1575, dove con ogni probabilità studiò teologia e matematica, riuscendo a conseguire il titolo di liberalium artium et philosophiae magister. In controtendenza con l’interpretazione convenzionalista diffusa tra i suoi colleghi a Wittenberg, Rothmann assunse una posizione realista, diventando in tal modo una voce isolata e solitaria tra gli astronomi contemporanei. Nel 1584 si trasferisce a Kassel, dove nel 1587 fu nominato matematico della corte del langravio Guglielmo IV d'Assia-Kassel, e dove ebbe occasione di conoscere e lavorare, tra gli altri, con il famoso costruttore e matematico svizzero Joost Bürgi , e con l’astronomo Paul Wittich.Tra il 1585 e il 1587 compilò un catalogo di stelle fisse per conto del langravio, e compose un testo tràdito in forma manoscritta sull’apparizione della cometa del 1585, i cui risultati saranno in seguito comunicati a Tycho Brahe attraverso i loro scambi epistolari. Fu proprio grazie ai contatti tra il langravio Guglielmo IV e Brahe, entrambi interessati agli studi astronomici, e attraverso la mediazione del governatore dello Holstein Heinrich Rantzau, che intorno al 1585 Rothmann avviò un fitto scambio di corrispondenza col celebre l’astronomo danese il quale decise di rendere noti i risultati del loro dibattito con la pubblicazione del volume Epistolae Astronomiche(Uraniborg, 1597).
Nel 1590 si recò presso l’osservatorio di Uraniborg, sull’isola HVen(oggi Ven) per conoscere di persona Tycho Brahe, dal quale probabilmente si aspettava di ricevere una cura per i gravi problemi si salute che lo angustiavano, come si può evincere da una delle ultime lettere della loro corrispondenza. Sempre a causa di problemi di salute, dopo la visita a Tycho Rothmann non fu in grado riprendere servizio a Kassel. Il termine ante quem per la morte di Rothmann, tradizionalmente fissato al 1611 sulla base di un testo postumo, la Restitutio Sacramentorum, è stato in tempi recenti retrodatato sulla scorta della scoperta d’archivio di una lettera del fratello, Bartholomaeus, datata 5 marzo 1602 e indirizzata al Langravio di Kessel, nella quale si comunica la scomparsa di Christoph avvenuta nell’estate 1601.

## Contributi scientifici
Lo scambio epistolare tra Rothmann e Brahe tra gli anni 1585-1590, successivamente confluito nel volume Epistolae Astronomicae, rappresenta il primo dibattito sulla realtà fisica della teoria copernicana. Sebbene non vengano approfonditi gli aspetti fisico-meccanici del movimento degli astri, nelle loro lettere i due discussero svariate questioni cosmologiche e di fisica celeste quali l’armonia e la semplicità dei sistemi del mondo, la natura del mezzo celeste, l’entità della rifrazione nell’alta atmosfera, l’esistenza delle sfere solide e la possibilità fisica del moto della Terra. Contro quest’ultima possibilità Brahe elaborerà i famosi argomenti basati sulla caduta perpendicolare dei gravi e sul supposto differente comportamento tra i tiri di un cannone effettuati a oriente e occidente. Rothmann e Brahe non mancarono inoltre di confrontarsi sulla compatibilità o meno della teoria copernicana con le sacre scritture.Dal trattato sulla cometa del 1585 (a sua volta ripreso dalla prefazione all’ottica di Euclide di Jean Pena)  Tycho Brahe ricavò inoltre almeno un argomento, quello basato sull’assenza di rifrazione osservabile nelle sfere celesti, per negare la realtà degli orbi solidi, dal trattato manoscritto sulla cometa 1585 inviatogli da Rothmann, che a sua volta riprende dalla prefazione all'Ottica di Euclide di Jean Pena. Sempre nello stesso trattato manoscritto Rothmann elaborò una spiegazione per l’apparizione delle comete che attribuisce la formazione di questi oggetti alla condensazione nei cieli di materiali terrestri ascese verticalmente, tesi compatibile con il principio copernicano che ritiene l’universo interamente composto dalle medesime sostanze, e che presenta significative analogie con la teoria cometaria sostenuta da Galileo Galilei nel Discorso delle comete e nel Saggiatore, sebbene, a differenza di Galileo, che non fece ricorso a spiegazioni extranaturali, Rothmann sembri piuttosto imputare la condensazione della materia che produce le comete all’intervento divino.

## Scritti
- Astronomia: In qua hypotheses Ptolemaicae ex hypothesibus Copernici corriguntur et supplentur: et imprimis intellectus et usus tabularum Prutenicarum declaratur et demonstratur, 1585 (manoscritto)
- Observatorium stellarum liber primus, 1588 (manoscritto)
- Restitutio Sacramentorum 1611(manoscritto)
- Scriptum de cometa, qui anni Christi 1585 mensib. Octobri et Novembri apparuit, in Willebrod Snell, Coeli et siderum in eo errantiun observationes hassiacae, Leiden, Lugduni Batauorum, Joost van Colster, 1618.
- Miguel A. Granada, Adam Mosley and Nicholas Jardine, Christoph Rothmann's Discourse on the Comet of 1585, An Edition and Translation with Accompanying Essays, Leiden-Boston, Brill, 2014, ISBN 978-90-04-26035-1